# Asociación Nacional Danesa de Gays, Lesbianas, Bisexuales y personas Transgénero
La Asociación Nacional Danesa de Gays, Lesbianas, Bisexuales y personas Transgénero (LGBT Danmark – Landsforeningen for bøsser, lesbiske, biseksuelle og transpersoner), es una asociación de gays, lesbianas, bisexuales y transexuales originaria de Dinamarca. La asociación fue fundada en 1948 como Kredsen af 1948 («Círculo de 1948»). El nombre actual está en uso desde 2009.

## Historia
El fundador de la asociación y su primer presidente fue Axel Lundahl Madsen, que cambió su nombre más tarde a Axel Axgil, que mantuvo la presidencia hasta 1952. Inspirado por la Declaración de los Derechos Humanos en París el 10 de diciembre de 1948, Madsen, junto con su compañero Eigil Eskildsen (más tarde Eigil Axgil) y algunos amigos, fundaron la asociación bajo el nombre Kredsen af 1948 («Círculo de 1948»), en referencia a la revista gay suiza Der Kreis («El círculo»), que en 1949 se convirtió en Forbundet af 1948 o F-48. Hacia 1951 F-48 tenía unos 1339 miembros. En 1985 se introdujo el nombre actual.
La pareja Axel Lundahl Madsen y Eigil Eskildsen también publicaron de forma ilegal la primera revista de contenido homoerótico, Vennen («Amigo»), en 1949, revista que se continuó de 1959 a 1970.

## Fines
Durante la mayor parte de su existencia, LBL ha realizado cabildeo para los gais y lesbianas, pero desde 2002 se incluye oficialmente a bisexuales y desde 2008 a transexuales dentro de los objetivos de la asociación.
Los fines del LBL son el trabajo por la igualdad política, social, cultural y en el puesto de trabajo de personas LGBT a todos los niveles sociales. La asociación busca luchar contra la discriminación y cabildea para influenciar a los legisladores en áreas como el matrimonio, la adopción y la inseminación artificial para lesbianas.
Desde enero de 1954, la asociación publica la revista Panbladet. Desde diciembre de 2007, la publicación ha sido interrumpida por problemas financieros.
El 22 de junio de 1983, LBL fundó la estación de radio de Copenhague Radio Rosa. En la actualidad (2008) funciona independientemente de la asociación.

## Presidentes
- 1948-1952: Axel Axgil
- 1952-1958: Holger Bramlev
- 1958-1970: Erik Jensen
- 1970-1978: Per Kleis Bønnelycke
- 1978-1986: Henning Jørgensen
- 1986-1989: Bruno Pedersen
- 1989-1994: Else Slange
- 1994: Susan Peters
- 1994: Søren Baatrup
- 1994-1998: Søren Laursen
- 1998-2002: Bent Hansen
- 2002-2005: Peter Andersen
- 2005-2007: Mikael Boe Larsen
- 2007: Patricia Duch
- 2007-2008: Maren Granlien
- 2008: Kristoffer Petterson
- 2008-2011: Hans Christian Seidelin
- 2011-2014: Vivi Jelstrup
- 2014-2017: Søren Laursen
- 2017-2019: Peder Holk Svendsen
- 2019: Ask Ulrich Petersen
- 2019-2020: Susanne Branner Jespersen
- 2020: Jackie Vesterhaab Kristensen
- 2020-: Ask Ulrich Petersen